# 둥글게 둥글게
〈둥글게 둥글게〉는 이수인이 만든 동요이다. 조성은 라장조이고, 박자는 4분의 4박자이다.
동요 〈둥글게 둥글게〉는 1971년 새싹회와 한국여류방송인클럽이 개최한 《제1회 다함께부를노래》 공모전에서 가작으로 선정되면서 세상에 알려지게 되었다. 1996년 초등학교 교과서에 수록된 뒤 대부분의 한국인이 알고 있는 동요가 되었다.

## 창작
1971년 5월 6일 경향신문은 《제1회 다함께부를노래》의 가작으로 〈둥글게 둥글게〉가 선정되었다고 보도하였다. 이 대회에서 당선작은 없었다. 《둥글게 둥글게》는 광주 출신의 작곡가로 KBS의 동요 프로그램이었던 《모이자 노래하자》의 작가를 맡았던 정근이 작사하고 이수인이 작곡하여 대회에 출품한 노래였다. 이수인은 1973년 첫 동요집을 내면서 초등학교 1학년 생들이 영어로 된 동요를 뜻도 모르고 부르는 것을 보고 흥겨운 한국 동요를 만들어야 겠다고 다짐하였다는 인터뷰를 하였다.

## 널리 알려지다
1978년 2월 11일 서수남과 하청일이 〈둥글게 둥글게〉를 포함한 12개의 곡을 담은 앨범 《구름》을 발표하면서 인기를 끌게 되었다. 점차 대중적으로 알려진 〈둥글게 둥글게〉는 1987년 서울대학교 노래패 메아리에서 발표한 <메아리 8집>에 수록될 만큼 널리 알려진 동요가 되었고, 1996년 4월 즐거운생활 교과서에 실리게 된 뒤 대한민국의 음악 교과서에 꾸준히 노래가 실리면서 대한민국 국민들이 다 아는 노래가 되었다.
작곡자 이수인은 대표적인 대한민국의 동요 작가 가운데 한 명으로 꼽히며 오랫동안 KBS에서 어린이합창단을 지휘하는 등 동요 프로그램에 참여하였다. 이를 기념하여 2024년 12월 KBS 이수인 동요 축제의 이름을 '둥글게 둥글게'로 하였다.
2024년 넷플릭스에서 나온 오징어 게임 2에서 해당 곡이 등장하면서 해외에서 주목을 받기 시작했다.

## 대중적 영향
〈둥글게 둥글게〉는 대다수의 한국인이 알고 있는 동요이다. 이 때문에 다양한 음악과 미디어가 이 노래의 영향을 받았다.
2013년 그룹 빅뱅 멤버 태양은 동요 '둥글게 둥글게'의 후렴 중 하나인 '링가링가'를 자신의 노래 제목으로 발표했고, 작년에는 배우 최승현이 넷플릭스 출시 드라마 '오징어 게임 2'에 출연해 '링가링가' 안무를 선보였다. 최근 태국의 한 클럽에서는 동요 '둥글게 둥글게' 리믹스 곡에 따라 클럽 방문객들이 춤추는 모습이 영상으로 올라왔다.